# Joosje Burg
Joosje Burg (Veghel, 29 de julho de 1997) é uma jogadora de hóquei sobre a grama neerlandesa.

## Carreira
Burg, que começou no clube de hóquei Veghel Geel-Zwart, mudou para Den Bosch em 2009.
Em 2016, Burg foi membro da seleção holandesa sub-21 que conquistou a prata na Copa do Mundo Júnior da FIH em Santiago. Depois de ficar ausente das seleções nacionais por cinco anos, Burg fez sua estreia internacional sênior em 2021, durante a terceira temporada da FIH Pro League.
Nos Jogos Olímpicos de Verão de 2024, em Paris, conquistou a medalha de ouro no torneio feminino do hóquei sobre a grama, após vencer a final contra a equipe chinesa por pênaltis.